# Neurotripsicks
Neurotipsicks es el primer álbum de la banda de Death metal técnico Francesa Gorod. Fue lanzado el 15 de julio de 2005 por Willowtip Records
Neurotipsicks tiene en total 12 canciones con una duración total de 51 minutos y 11 segundos.

## Canciones
| N.º | Título                       | Duración |  |
| 1.  | «Intro / Gorod Rises Up»     | 1:23     |  |
| 2.  | «Gutting Job»                | 3:55     |  |
| 3.  | «Smoked Skulls»              | 4:00     |  |
| 4.  | «Hunt To The Weaks»          | 4:23     |  |
| 5.  | «Beware Of Tramps»           | 4:42     |  |
| 6.  | «Pig's Bloated Face»         | 5:57     |  |
| 7.  | «Rusted Nails Attack»        | 5:16     |  |
| 8.  | «Harmony In Torture»         | 5:26     |  |
| 9.  | «Earth Pus»                  | 4:39     |  |
| 10. | «Neuronal Disorder State»    | 5:46     |  |
| 11. | «Gorod (1999)»               | 3:43     |  |
| 12. | «Submission Transfer (2005)» | 2:32     |  |

| Intro / Gorod Rises Up |

## Créditos
- Guillaume: Voz
- Mathieu: Guitarra
- Arnaud: Guitarra
- Barby: Bajo
- Sandrine: Batería